# Neosciadella multivittata
Neosciadella multivittata là một loài bọ cánh cứng trong họ Cerambycidae.